# Гаєво (Любуське воєводство)
Гаєво (пол. Gajewo, нім. Nesselgrund) — село в Польщі, у гміні Любішин Гожовського повіту Любуського воєводства.
Населення — 171 особа (2011).

## Демографія
Демографічна структура станом на 31 березня 2011 року:
|          | Загалом | Допрацездатний вік | Працездатний вік | Постпрацездатний вік |
| -------- | ------- | ------------------ | ---------------- | -------------------- |
| Чоловіки | 86      | 18                 | 58               | 10                   |
| Жінки    | 85      | 15                 | 52               | 18                   |
| Разом    | 171     | 33                 | 110              | 28                   |